# Hériménil
Hériménil est une commune française située dans le département de Meurthe-et-Moselle, en région Grand Est.

## Géographie
|              | Lunéville   |                      |
| Rehainviller | Hériménil   | Moncel-lès-Lunéville |
| Xermaménil   | Gerbéviller | Fraimbois            |

### Hydrographie
La commune est dans le bassin versant du Rhin au sein du bassin Rhin-Meuse. Elle est drainée par le ruisseau de Fouxon, le ruisseau du Bois de Bareth et le ruisseau le Laxat,.

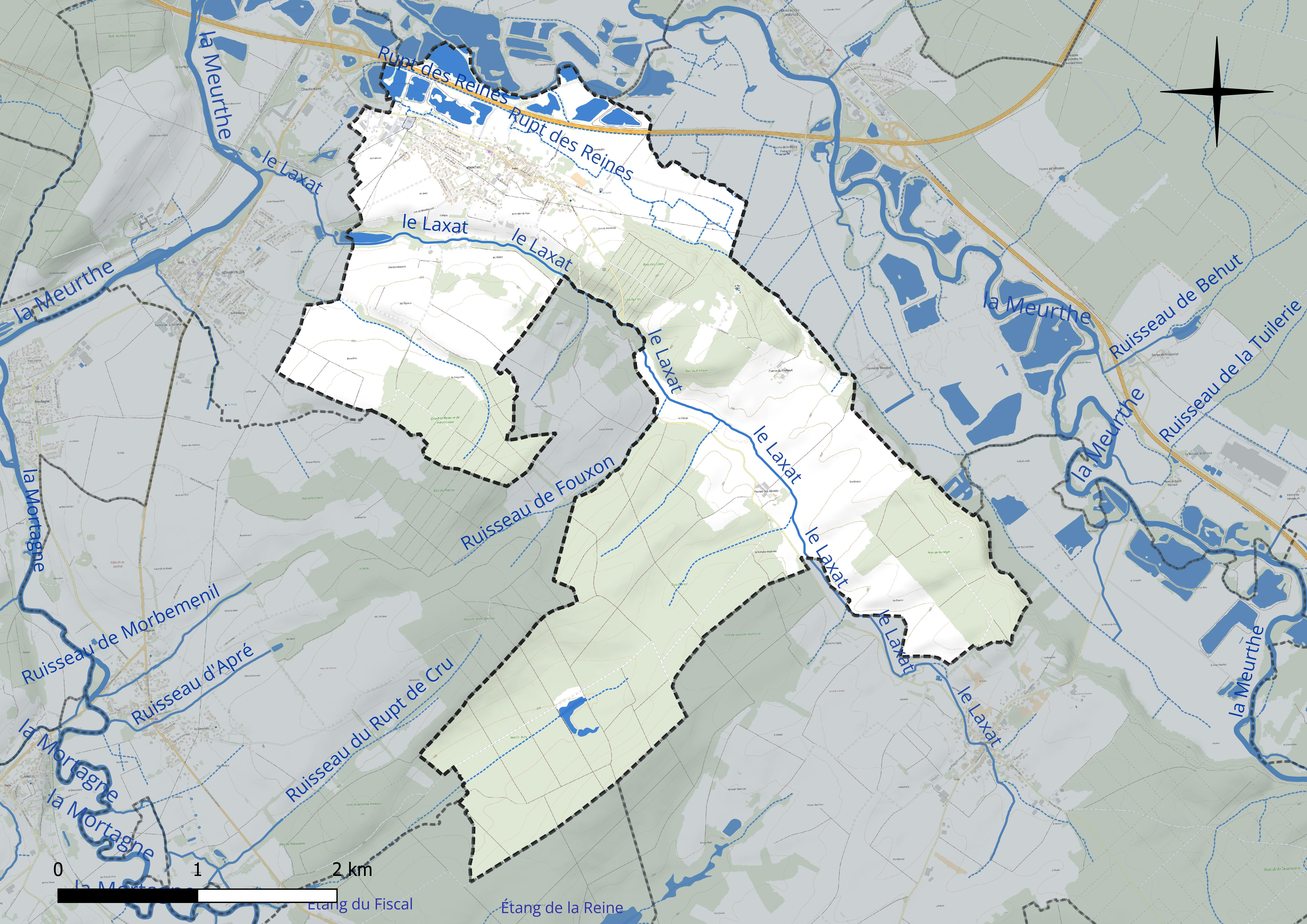
Réseau hydrographique d'Hériménil.

### Climat
Pour des articles plus généraux, voir Climat du Grand Est et Climat de Meurthe-et-Moselle.
En 2010, le climat de la commune est de type climat des marges montargnardes, selon une étude du Centre national de la recherche scientifique s'appuyant sur une série de données couvrant la période 1971-2000. En 2020, Météo-France publie une typologie des climats de la France métropolitaine dans laquelle la commune est exposée à un climat semi-continental et est dans la région climatique  Lorraine, plateau de Langres, Morvan, caractérisée par un hiver rude (1,5 °C), des vents modérés et des brouillards fréquents en automne et hiver. 
Pour la période 1971-2000, la température annuelle moyenne est de 9,6 °C, avec une amplitude thermique annuelle de 16,9 °C. Le cumul annuel moyen de précipitations est de 796 mm, avec 11,8 jours de précipitations en janvier et 9,7 jours en juillet. Pour la période 1991-2020, la température moyenne annuelle observée sur la station météorologique de Météo-France la plus proche, « Roville », sur la commune de Roville-aux-Chênes à 22 km à vol d'oiseau, est de 10,3 °C et le cumul annuel moyen de précipitations est de 833,3 mm. 
La température maximale relevée sur cette station est de 40 °C, atteinte le 25 juillet 2019 ; la température minimale est de −24,5 °C, atteinte le 2 janvier 1971,,. 
Les paramètres climatiques de la commune ont été estimés pour le milieu du siècle (2041-2070) selon différents scénarios d'émission de gaz à effet de serre à partir des nouvelles projections climatiques de référence DRIAS-2020. Ils sont consultables sur un site dédié publié par Météo-France en novembre 2022.

## Urbanisme

### Typologie
Au 1er janvier 2024, Hériménil est catégorisée ceinture urbaine, selon la nouvelle grille communale de densité à sept niveaux définie par l'Insee en 2022.
Elle est située hors unité urbaine. Par ailleurs la commune fait partie de l'aire d'attraction de Nancy, dont elle est une commune de la couronne,. Cette aire, qui regroupe 353 communes, est catégorisée dans les aires de 200 000 à moins de 700 000 habitants,.

### Occupation des sols
L'occupation des sols de la commune, telle qu'elle ressort de la base de données européenne d’occupation biophysique des sols Corine Land Cover (CLC), est marquée par l'importance des forêts et milieux semi-naturels (53,5 % en 2018), une proportion sensiblement équivalente à celle de 1990 (53,8 %). La répartition détaillée en 2018 est la suivante : forêts (47,9 %), terres arables (28,1 %), zones agricoles hétérogènes (7,5 %), milieux à végétation arbustive et/ou herbacée (5,6 %), prairies (4,4 %), zones urbanisées (3,6 %), eaux continentales (2,4 %), mines, décharges et chantiers (0,6 %). L'évolution de l’occupation des sols de la commune et de ses infrastructures peut être observée sur les différentes représentations cartographiques du territoire : la carte de Cassini (XVIIIe siècle), la carte d'état-major (1820-1866) et les cartes ou photos aériennes de l'IGN pour la période actuelle (1950 à aujourd'hui).

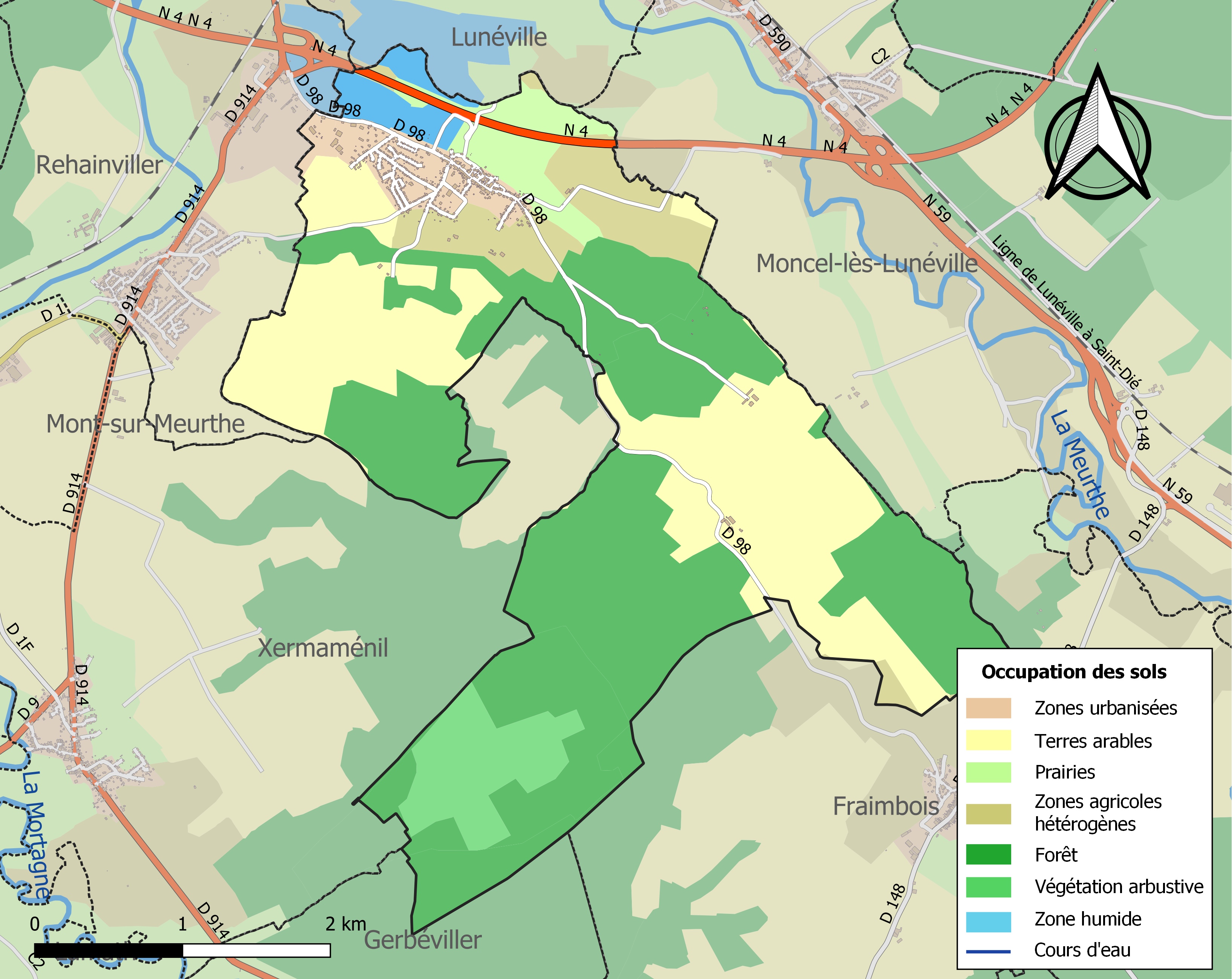
Carte des infrastructures et de l'occupation des sols de la commune en 2018 (CLC).

## Toponymie
Le nom de la localité est attesté sous les formes Amermasnil (1130) ; Hamermasnil (1135) ; Amermamenil super fluvium Murthem (1157) ; Morillunmasnil (1186) ; Harimasnil (1223) ; Herimesnil (1399) ; Harimesnil (1413) ; Hariesmesnil (1476) ; Herymesnil (1538).

## Histoire
- Si vous ne connaissez pas le sujet, laissez ce bandeau (vous pouvez alors contacter les auteurs).
- Si vous supprimez le contenu mis en cause (vous pouvez préalablement contacter les auteurs),

argumentez précisément cette suppression dans la page de discussion
(un manque de référence n'est pas un argument ; une recherche réelle de référence doit avoir été effectuée, être formellement documentée).
Hériménil appartenait à la Lorraine dont l'histoire est ancienne et débute bien avant son rattachement à la France. La Lorraine était un territoire de culture mixte où s'interpénétraient germanisme et francophonie. La célébrité d'Heriménil est Laurent de la Résurrection, frère carme qui était né Nicolas Hermann ou Herman (1614-1691) ; son nom témoigne de son ascendance germanique. Laurent est célèbre pour sa pratique de la Présence de Dieu qui a inspiré de nombreux chrétiens surtout depuis la publication en langue anglaise de ses écrits pourtant peu nombreux (Brother Lawrence).
À Hériménil, le 29 août 1914, l'ennemi, qui y était arrivé le 24, s'est rendu coupable de faits monstrueux. Les habitants ont été invités à se rendre dans l'église et y ont été maintenus pendant quatre jours, tandis que leurs maisons étaient pillées, et que les Français bombardaient le village. Vingt-quatre personnes ont été tuées par un obus, à l'intérieur de l'édifice. Comme une femme, qui avait pu à grand-peine sortir un instant, revenait avec un peu de lait pour les enfants, un capitaine, furieux de voir qu'on avait laissé passer cette prisonnière, s'écria : « Je ne voulais pas qu'on ouvrît la porte. Je voulais que les Français tirassent sur leur propre peuple ».
Ce même capitaine venait d'ailleurs de commettre, peu de temps auparavant, un acte de cruauté révoltante. Ayant assisté, le monocle à l'œil, à la sortie jugée par lui trop lente de Mme Winger, jeune femme de vingt-trois ans, qui, pour obéir à l'ordre général, se dirigeait vers l'église, avec ses domestiques, une fille et deux jeunes hommes âgés tous trois de dix-huit ans, il avait, par un mot bref, commandé à ses soldats de faire feu, et les quatre victimes s'étaient abattues, mortellement frappées. Les Allemands laissèrent les cadavres dans la rue pendant deux jours.
Le lendemain, ils fusillèrent le sieur Bocquel, qui, ignorant les instructions données, était resté dans sa maison. Ils tuèrent également chez lui M. Florentin, âgé de soixante-dix-sept ans. Ce vieillard, qui reçut plusieurs balles dans la poitrine, fut probablement massacré à cause de sa surdité, qui l'empêcha de comprendre les exigences de l'ennemi.
Dans cette commune, vingt-deux maisons ont été brûlées avec du pétrole. Avant de mettre le feu à celle de la dame Combeau, des soldats, en piochant le sol de la cave, ont déterré une somme de six cents francs, qu'ils se sont appropriée.

## Politique et administration
| Période                                  | Période    | Identité           | Étiquette | Qualité                                      |
| ---------------------------------------- | ---------- | ------------------ | --------- | -------------------------------------------- |
| Les données manquantes sont à compléter. |            |                    |           |                                              |
| 18??                                     | 19?0       | Paquotte           |           |                                              |
| 19?0                                     | 1930       | Florentin          |           |                                              |
| 1930                                     | 1946       | Ernest Strabach    |           |                                              |
| 1965                                     | juin 1995  | Bernard Grosdidier |           | Agriculteur - Aviculteur                     |
| juin 1995                                | avril 2014 | Jean-Marc Villemin |           | Professeur en E.P.S.                         |
| avril 2014                               | mai 2020   | José Castellanos   |           | Conseiller principal d'éducation en retraite |
| mai 2020                                 | En cours   | Damien Mathivet    |           | Fonctionnaire de police                      |

## Population et société

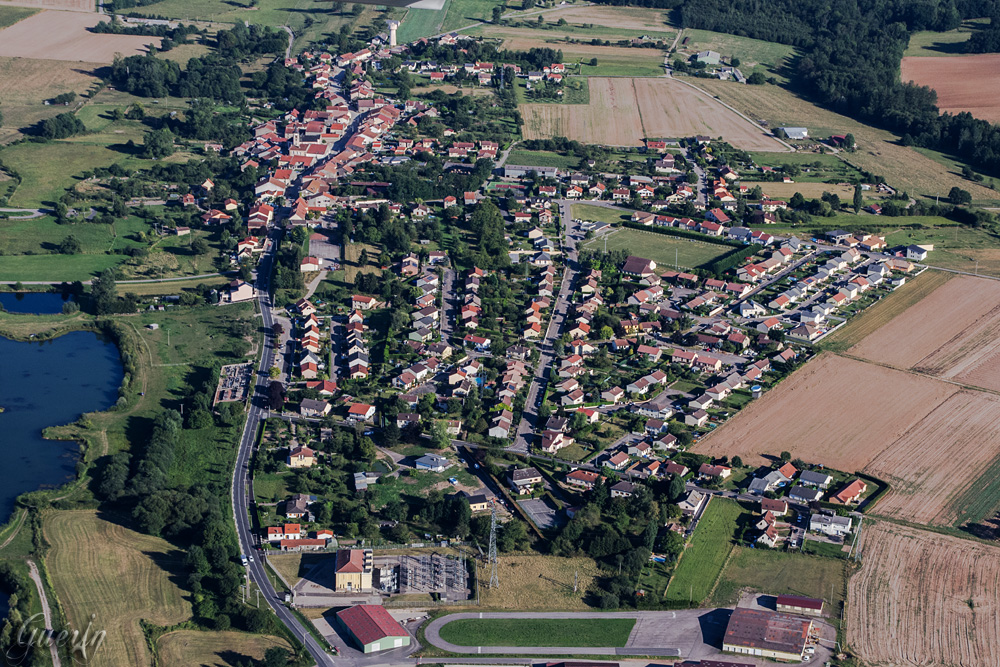
Vue aérienne.

### Démographie
L'évolution du nombre d'habitants est connue à travers les recensements de la population effectués dans la commune depuis 1793. Pour les communes de moins de 10 000 habitants, une enquête de recensement portant sur toute la population est réalisée tous les cinq ans, les populations de référence des années intermédiaires étant quant à elles estimées par interpolation ou extrapolation. Pour la commune, le premier recensement exhaustif entrant dans le cadre du nouveau dispositif a été réalisé en 2006.

En 2022, la commune comptait 903 habitants, en évolution de −5,94 % par rapport à 2016 (Meurthe-et-Moselle : −0,13 %, France hors Mayotte : +2,11 %).
| 1793 | 1800 | 1806 | 1821 | 1831 | 1836 | 1841 | 1846 | 1851 |
| ---- | ---- | ---- | ---- | ---- | ---- | ---- | ---- | ---- |
| 227  | 266  | 375  | 373  | 405  | 486  | 490  | 537  | 528  |

| 1856 | 1861 | 1872 | 1876 | 1881 | 1886 | 1891 | 1896 | 1901 |
| ---- | ---- | ---- | ---- | ---- | ---- | ---- | ---- | ---- |
| 541  | 485  | 447  | 450  | 461  | 467  | 415  | 436  | 426  |

| 1906 | 1911 | 1921 | 1926 | 1931 | 1936 | 1946 | 1954 | 1962 |
| ---- | ---- | ---- | ---- | ---- | ---- | ---- | ---- | ---- |
| 414  | 414  | 310  | 371  | 343  | 346  | 358  | 341  | 331  |

| 1968 | 1975 | 1982 | 1990 | 1999 | 2006 | 2011 | 2016 | 2021 |
| ---- | ---- | ---- | ---- | ---- | ---- | ---- | ---- | ---- |
| 363  | 358  | 530  | 750  | 812  | 862  | 965  | 960  | 920  |

| 2022 | - | - | - | - | - | - | - | - |
| ---- | - | - | - | - | - | - | - | - |
| 903  | - | - | - | - | - | - | - | - |

## Économie
La Société des Ciments Vicat dispose d'une unité de production de béton et granulats, à travers sa filiale Louis Thiriet & Cie.

## Culture locale et patrimoine

### Lieux et monuments
- Château du Fréhaut.
- Église Saint-Laurent, reconstruite après 1918.
- Local des jeunes, connu pour ses fréquentations nocturnes entre 2015 et 2019.

### Personnalités liées à la commune
- Laurent de la Résurrection (1614-1691), mystique carme.
- René Maire (1878-1949), botaniste et mycologue.
- Jacques Chartron (1922 - 1998), haut fonctionnaire né à Hériménil, préfet puis député de la Creuse.

### Héraldique
| Blason de Hériménil | Blason  | Vairé d'or et d'azur au gril de gueules, au chef de gueules chargé d'un lion léopardé d'argent. |
| Blason de Hériménil | Détails | Le statut officiel du blason reste à déterminer.                                                |